# Paul Juon
Paul Juon (Russisch: Павел Фёдорович Юон, Pavel Fjodorovitsj Ioeon) (Moskou, 6 maart 1872 – Vevey, 21 augustus 1940) was een vooral in Duitsland werkende Russische componist van Zwitserse afkomst.

## Leven
Paul Juon werd geboren in Moskou als zoon van een verzekeringsagent. Zijn moeder was een Duitse en hij was de broer was de latere kunstschilder Konstantin Juon. Hij ging naar een Duitse school in Moskou, later naar het conservatorium aldaar, waar hij viool studeerde bij Jan Hřímalý en compositie bij Anton Arenski en Aleksandr Tanejev.
Hij voltooide zijn studie aan de Hochschule für Musik in Berlijn bij Woldemar Bargiel. In 1894, het jaar dat hij zijn studie daar begon, publiceerde hij zijn eerste (particulier) gedrukte werken: twee romances. Van 1896 tot 1897 onderwees hij muziektheorie en viool aan het conservatorium in Bakoe. Hij keerde terug naar Berlijn, waar hij door Joseph Joachim in 1906 werd benoemd tot hoogleraar compositie. Onder zijn leerlingen trof men onder anderen Hans Chemin-Petit, Werner Richard Heymann, Nikos Skalkottas, Henry Jolles, Pantscho Wladigerow, Philipp Jarnach, Heinrich Kaminski, Lauri Ikonen, Max Trapp, Yrjö Kilpinen, Gerhart von Westerman, Hans Moltkau, Giannis Konstantinidis, Wilhelm Guttmann en Stefan Wolpe aan. In 1934 verhuisde hij naar Vevey in Zwitserland, waar hij in 1940 overleed.